# Somerset (circonscription du Parlement européen)
Pour les articles homonymes, voir Somerset (homonymie).
Somerset était une circonscription du Parlement européen couvrant tout le Somerset en Angleterre et le sud de l'Avon
Avant l’adoption uniforme de la représentation proportionnelle en 1999, le Royaume-Uni utilisait le système uninominal à un tour pour les élections européennes en Angleterre, en Écosse et au pays de Galles. Les conscriptions du Parlement européen utilisées dans ce système étaient plus petites que les circonscriptions régionales les plus récentes et ne comptaient chacune qu'un seul membre au Parlement européen.
Il se composait des circonscriptions parlementaires du Parlement de Westminster de Bath, Bridgwater, North Somerset, Taunton, Wells, Weston-super-Mare et Yeovil.
La circonscription a remplacé la majeure partie du Somerset and Dorset West et certaines parties de Bristol en 1984. Il est devenu une partie de la circonscription beaucoup plus grande du sud-ouest de l'Angleterre en 1999.

## Membre du Parlement européen
| Élection                    | Élection | Portrait | Membre           | Parti        |
| --------------------------- | -------- | -------- | ---------------- | ------------ |
|                             | 1979     |          | Frederick Warner | Conservateur |
| 1984 circonscription abolie |          |          |                  |              |

## Résultats des élections
Les candidats élus sont indiqués en gras.
| Parti         | Parti                                  | Candidat         | Voix    | %    | ± |
| ------------- | -------------------------------------- | ---------------- | ------- | ---- | - |
|               | Conservateur                           | Frederick Warner | 120,057 | 57,0 | ' |
|               | Liberal                                | Alan Butt Philip | 48,600  | 23,1 |   |
|               | Travailliste                           | D. R. Lovelace   | 41,931  | 19,9 |   |
| Majorité      | Majorité                               | Majorité         | 71,457  | 33,9 |   |
| Participation | Participation                          | Participation    | 210,588 | 38,4 |   |
|               | Conservateur vainqueur (nouveau siège) |                  |         |      |   |